# 埃爾派斯納爾
埃爾派斯納爾（西班牙語：El Paisnal），是薩爾瓦多的城鎮，位於該國中西部，由聖薩爾瓦多省負責管轄，面積125.49平方公里，海拔高度320米，2007年人口14,551，人口密度每平方公里115.95人。
13°58′N 89°13′W / 13.967°N 89.217°W